# العلاقات الأوزبكستانية المالديفية
العلاقات الأوزبكستانية المالديفية هي العلاقات الثنائية التي تجمع بين أوزبكستان والمالديف.

## مقارنة بين البلدين
هذه مقارنة عامة ومرجعية للدولتين:
| وجه المقارنة                                              | أوزبكستان       | المالديف       |
| --------------------------------------------------------- | --------------- | -------------- |
| المساحة (كم2)                                             | 448.98 ألف      | 298            |
| عدد السكان (نسمة)                                         | 32.39 مليون     | 436.33 ألف     |
| الكثافة السكانية (ن./كم²)                                 | 72.14           | 146.42 ألف     |
| العاصمة                                                   | طشقند           | ماليه          |
| اللغة الرسمية                                             | اللغة الأوزبكية | اللغة الديفهي  |
| العملة                                                    | سوم أوزبكستاني  | روفيه مالديفية |
| الناتج المحلي الإجمالي (بليون دولار)                      | 48.72 مليار     | 4.60 مليار     |
| الناتج المحلي الإجمالي (تعادل القوة الشرائية) بليون دولار | 190.50 مليار    | 5.23 مليار     |
| الناتج المحلي الإجمالي الاسمي للفرد دولار أمريكي          | 2.13 ألف        | 8.39 ألف       |
| الناتج المحلي الإجمالي للفرد دولار أمريكي                 | 5.57 ألف        | 12.53 ألف      |
| مؤشر التنمية البشرية                                      | 0.675           | 0.706          |
| رمز المكالمات الدولي                                      | +998            | +960           |
| رمز الإنترنت                                              | .uz             | .mv            |
| المنطقة الزمنية                                           | ت ع م+05:00     | ت ع م+05:00    |

## منظمات دولية مشتركة
يشترك البلدان في عضوية مجموعة من المنظمات الدولية، منها:
| علم المنظمة | اسم المنظمة                        | تاريخ انضمام أوزبكستان | تاريخ انضمام المالديف |
| ----------- | ---------------------------------- | ---------------------- | --------------------- |
|             | وكالة ضمان الاستثمار متعدد الأطراف | 4 نوفمبر 1993          | 19 مايو 2005          |
|             | منظمة التعاون الإسلامي             | ?                      | ?                     |
|             | منظمة الشرطة الجنائية الدولية      | ?                      | ?                     |
|             | منظمة حظر الأسلحة الكيميائية       | ?                      | ?                     |
|             | الأمم المتحدة                      | 2 مارس 1992            | 21 سبتمبر 1965        |
|             | مؤسسة التمويل الدولية              | 30 سبتمبر 1993         | 2 فبراير 1983         |
|             | يونسكو                             | 26 أكتوبر 1993         | 18 يوليو 1980         |
|             | مؤسسة التنمية الدولية              | 24 سبتمبر 1992         | 13 يناير 1978         |
|             | بنك التنمية الآسيوي                | 1995                   | 1978                  |
|             | البنك الدولي للإنشاء والتعمير      | 21 سبتمبر 1992         | 13 يناير 1978         |
|             | الاتحاد البريدي العالمي            | ?                      | ?                     |
|             | الاتحاد الدولي للاتصالات           | 10 يوليو 1992          | 28 فبراير 1967        |

## وصلات خارجية
- موقع وزارة الخارجية الأوزبكستانية
- موقع وزارة الخارجية المالديفية